# Hall Island
Hall Island är en ö i Kanada.   Den ligger i territoriet Nunavut, i den östra delen av landet, 2 000 km norr om huvudstaden Ottawa. Arean är 12,5 kvadratkilometer.
Terrängen på Hall Island är lite kuperad. Öns högsta punkt är 323 meter över havet. Den sträcker sig 3,6 kilometer i nord-sydlig riktning, och 8,6 kilometer i öst-västlig riktning.